# Haverbeeke
|  | Per a altres significats, vegeu «Haverbeek». |

L'Haverbeeke és el primer afluent dret del riu Wümme al districte d'Heidekreis a l'estat de Baixa Saxònia (Alemanya). Neix al vessant meridional del munt Wilseder Berg al parc natural de la landa de la Lüneburger Heide i desguassa al marge del bosc Niederhaverbecker Holz al Wümme. Fa part de la conca del Weser.

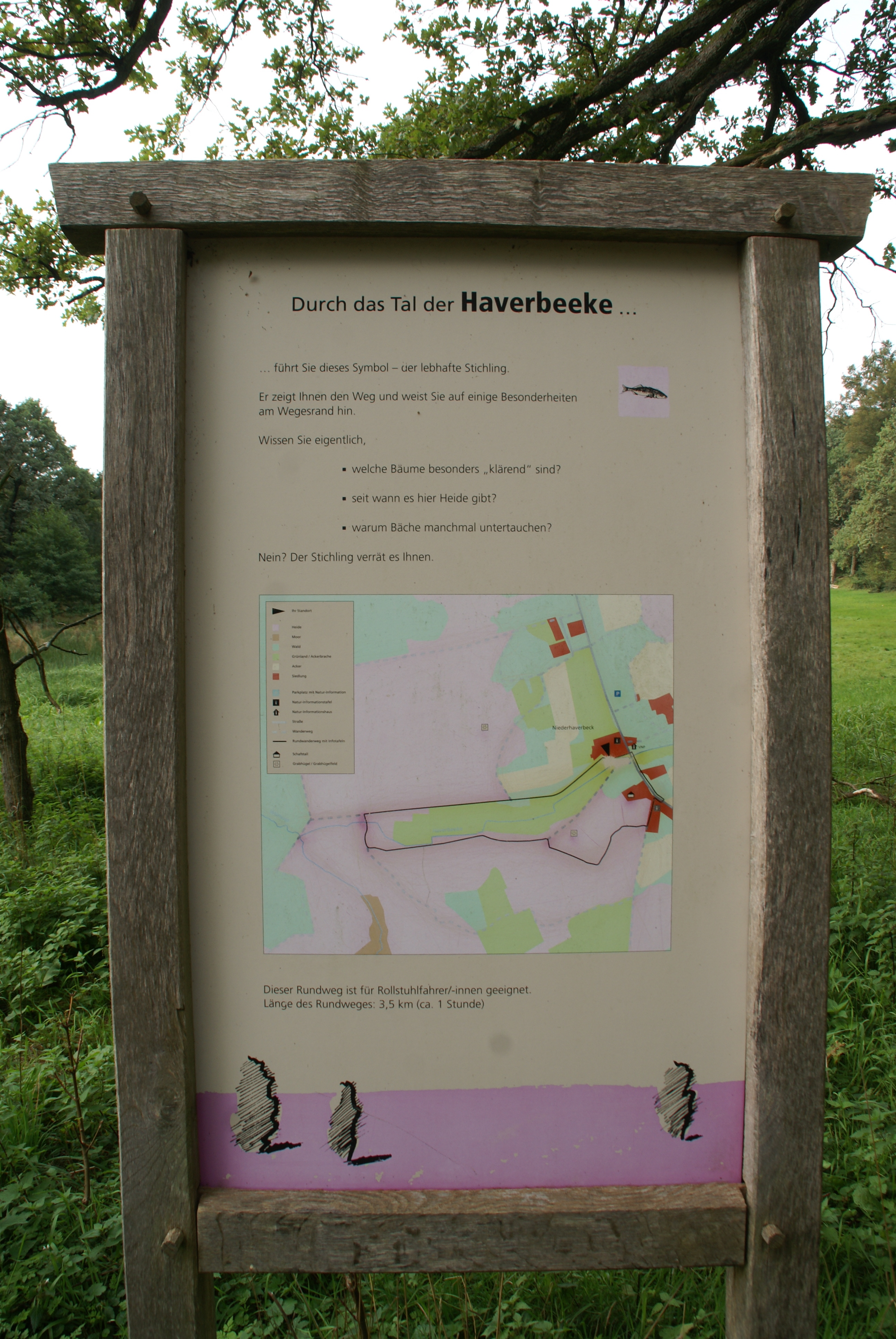
Taula d'informació sobre el sender didàctic de l'Haverbeeke

 El 1990 l'associació Verein Naturschutzpark (VNP) va presentar un projecte de trenta anys par a renaturalitzar la landa i els seus rius. Les rectificacions i les rescloses dels rius Beeke i Haverbeeke van deroccar-se per a tornar a crear prats humits i la diversitat de biòtops que van desaparèixer a la fi del segle xix pel monoconreu d'arbres resiners. A Niederhaverbeck, el VNP va crear un sender didàctic al qual s'expliquen la vegetació i altres fenòmens típics de la landa. Per temps sec, de vegades el riu desapareix sota el seu llit sorrenc però continua el seu curs damunt un estrat de llim impermeable, per tornar a sorgir quan aquest estrat ve a la superfície.

## Etimologia
Haverbeeke és un nom compost de dos arrels baix alemanys: Beeke (rierol) i Haver que podria significar civada. El riu va donar el seu nom a dos pobles, amb una variant ortogràfica: Niederhaverbeck (Nieder = de baix) i Oberhaverbeck (ober = de dalt).

## Galeria

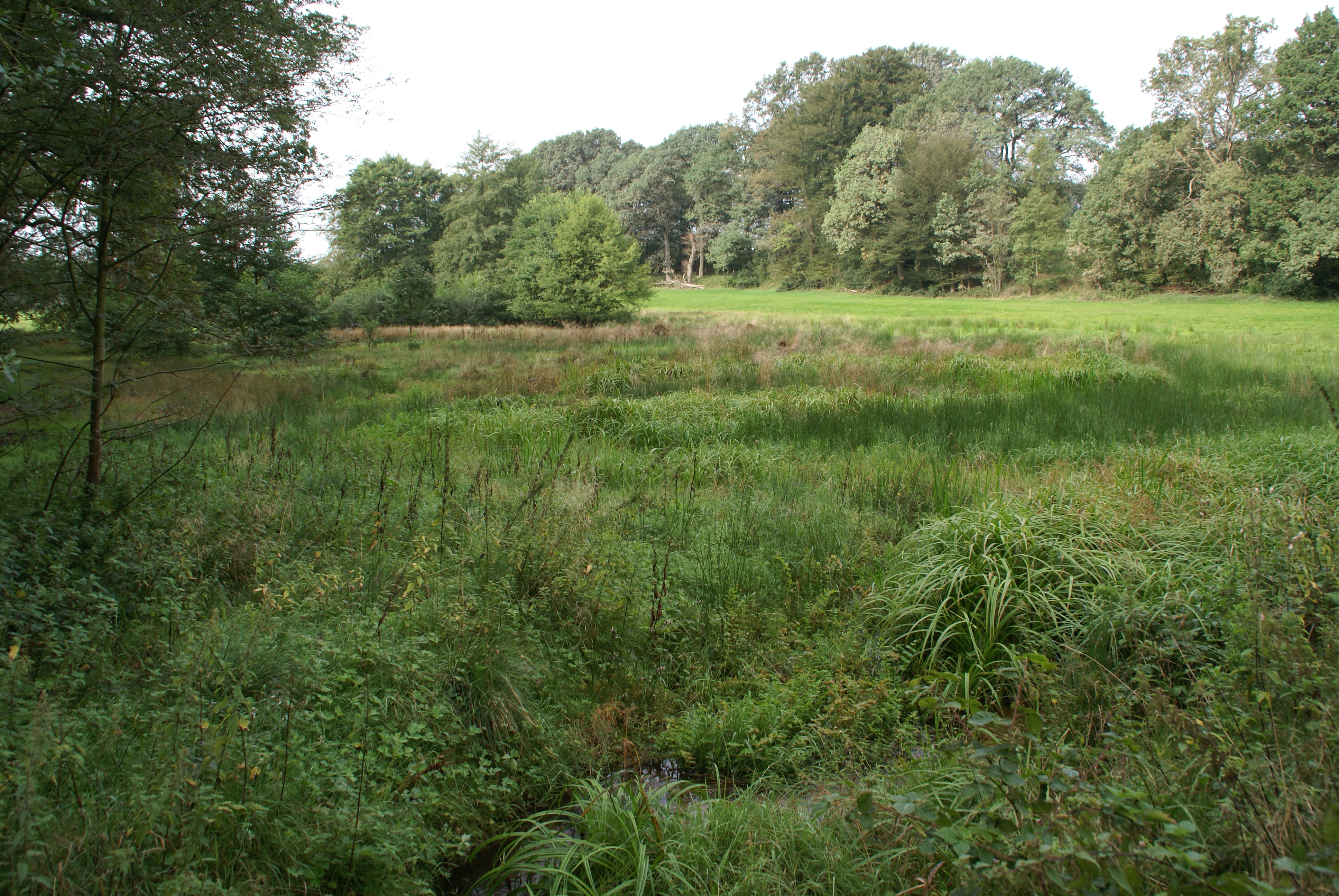
L'Haverbeeke al mig dels prats humits recreats
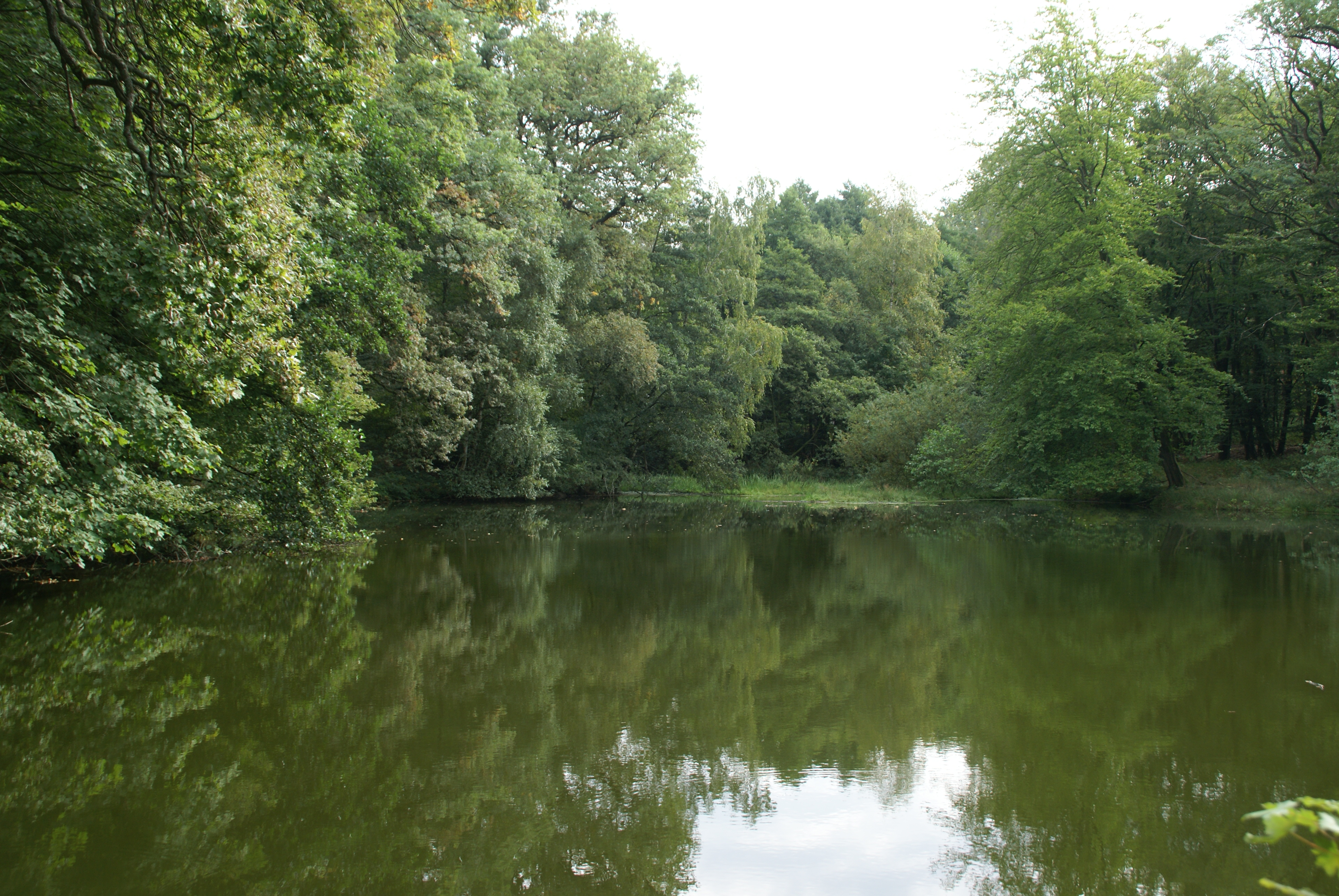
Estany a l'Haverbeeke
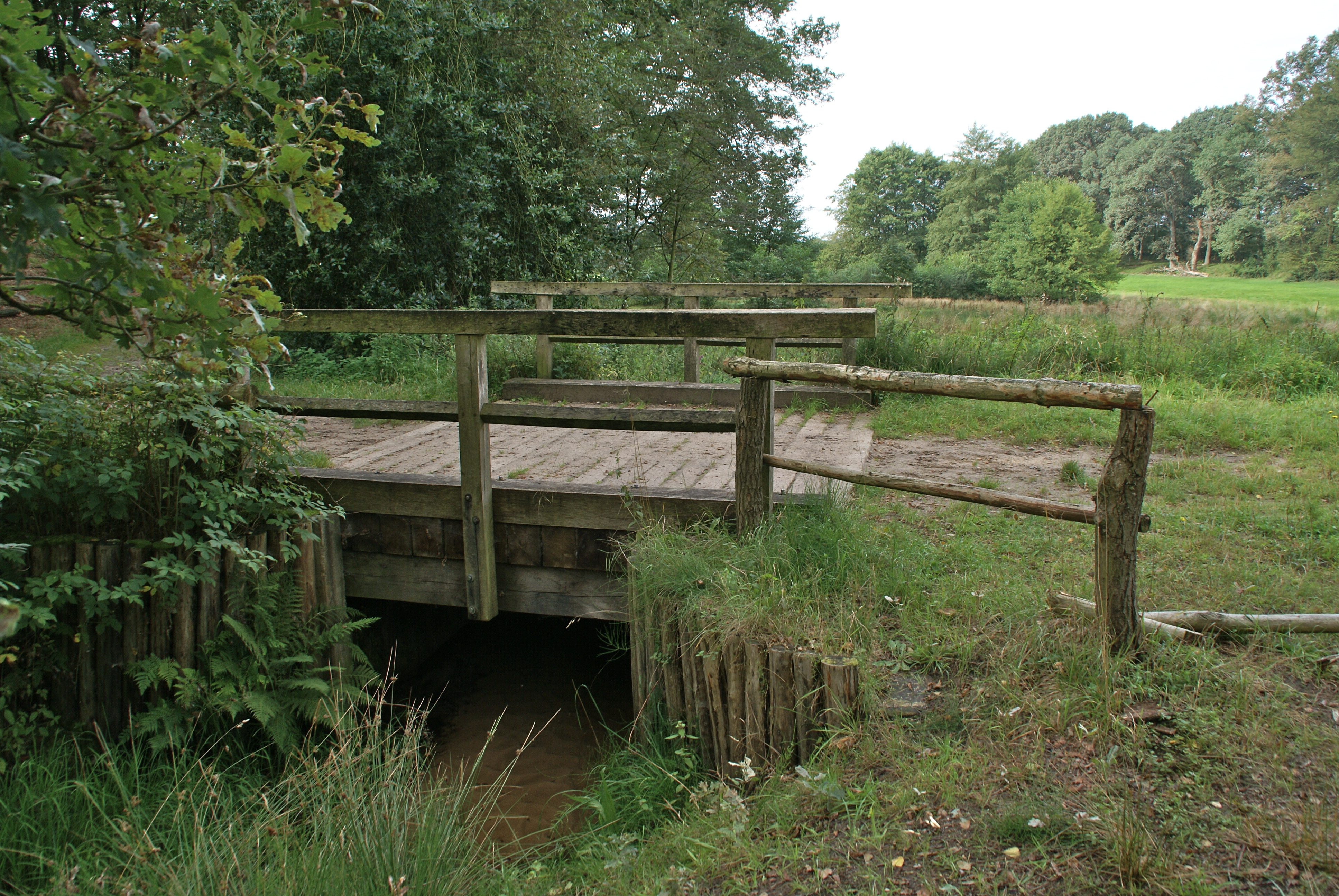
Pont a l'Haverbeeke